# Francisco Jordão
Francisco José Coragem Jordão (Lisbona, 30 dicembre 1979) è un ex cestista portoghese.
Alto 207 cm, giocava come centro.

## Carriera
Nel 2007 è stato convocato per gli Europei in Spagna con la maglia della nazionale di pallacanestro del Portogallo.